# Crottendorf
Crottendorf is een gemeente en plaats in de Duitse deelstaat Saksen. De gemeente maakt deel uit van het Erzgebirgskreis.
Crottendorf telt 4035 inwoners.

## Geografie
Crottendorf ligt in het Ertsgebergte aan de noordelijke uitlopers van de Fichtelberg (1215 m), in het Zschopaudal. De plaats ligt op een hoogte van ongeveer 650 meter en strekt zich over een lengte van bijna 6 km langs de beek Zschopau uit. Ten oosten van het dorp liggen de Schießberg (795 m) en de Liebenstein (756 m), aan de westkant bevinden zich vooral akkers waar granen, koolzaad, mais en aardappels worden verbouwd. Ook is er weideveeteelt. In het noordwesten ligt de Scheibenberg (807 m) met basaltzuilen, ter plaatse aangeduid als de "Orgelpfeife". Tot de gemeente behoort het dorp Walthersdorf, dat enkele kilometers naar het noorden ligt.
Er is sprake van een langzame daling van het inwonertal. In het jaar 2000 waren er 4950 inwoners, in december 2018 was dat aantal afgenomen tot 4035.

## Geschiedenis
Het is niet bekend in welke jaren Crottendorf is ontstaan. Rond het jaar 1170 werd er een burcht gebouwd, aangeduid als slot Hartenstein. In 1406 werd het graafschap Hartenstein aan de Heren Veit von Schönburg verpand. In de betreffende akte werd de naam Crottendorf voor het eerst genoemd. Door invallen van de Hussieten tussen 1406 en 1438 werd het dorp geplunderd en de kerk zodanig beschadigd, dat deze na de herbouw opnieuw door de bisschop moest worden gewijd. In 1439 werden de Schönburger bezitters van het graafschap en daarmee leenheer van Crottendorf.
Wegens de rijkdom aan ertsen in het Ertsgebergte ontstonden in de omgeving de mijndorpen Scheibenberg (1522) en Oberwiesenthal (1527). In Crottendorf zelf komt in de bodem geen zilver voor.
In 1539 gingen de Schönburger in hun gebied over op het protestantse geloof. In 1559 verkochten de Schönburger het oostelijk deel van het graafschap inclusief Crottendorf voor 146.000 Gulden aan het Huis Wettin. Daarbij ging het tot het Keurvorstendom Saksen (1547-1806) behoren.
Tijdens de Dertigjarige Oorlog werd Crottendorf herhaaldelijk door moordende en plunderende troepen overvallen, die ook de pest meebrachten. Vooral 1633 geldt als een berucht pestjaar.
In 1771 en 1772 kwamen misoogsten voor, waardoor in 1772 ruim 300 mensen overleden. Het aantal sterfgevallen was dat jaar ongeveer 7 keer zo hoog als normaal. Rond het jaar 1800 telde Crottendorf ongeveer 1700 inwoners.
In 1889 kwam er een aansluiting op het spoorwegnet met een aftakking vanaf het traject Schwarzenberg–Annaberg-Buchholz, van Walthersdorf naar Crottendorf.  Deze zijlijn met een lengte van 6 km werd in 1996 na een enkele eerdere onderbreking definitief buiten gebruik gesteld. In het jaar 2000 werden de rails weggehaald.
Na de Tweede Wereldoorlog steeg het inwonertal van Crottendorf tot ca. 8000, met name door de toestroom van Duitstalige Tsjechen die uit de Tsjechië werden verdreven. In juni 1945 werd Crottendorf deel van de Sovjet-bezettingszone; van 1948 tot 1954 was er een Sovjet-garnizoen aanwezig.  De Kreis Annaberg werd wegens de winning van uranium tot 1959 tot spergebied verklaard. In Crottendorf zelf werd geen uranium gewonnen.

## Museum
Vroeger bevond zich in Crottendorf een destilleerderij, die een veel gevraagde kruidenbitter produceerde. Het bedrijf werd na de Wende tot het Crottendorfer Schnaps-Museum omgevormd. Bezoekers kunnen de historische werktuigen bekijken zoals eikenhouten vaten, vruchtenpersen, destillatie-apparatuur, vul- en afsluitmachines; dit alles om een beeld te geven van het productieproces. Namen van geproduceerde dranken waren Grenzwald-Kräuterlikör,  Fichtelberger Tropfen en Vogelbeerlikör.

## Bezienswaardigheden
- De barokke evangelisch-lutherse Dreifaltigkeitskirche werd in 1654 op de plaats van een uit de 13e eeuw stammende weerkerk gebouwd. De kansel en het altaar zijn uit de 2e helft van de 17e eeuw. Het doopvont (1839) is gemaakt van Crottendorfer marmer. De kerk vormt samen met de Kantorschule (1658–1663) en de pastorie een bouwkundig intact geheel uit de 17e eeuw.[2]
- De evangelisch-methodistische Friedenskirche dateert uit 1907; een aanbouw voor gemeente-activiteiten is van 1997.
- Voorts is er de Landeskirchliche Gemeinschaft en in Walthersdorf de Zionskirche.
- Langs een bosweg ten oosten van het dorp is een eenvoudig monument geplaatst ter herinnering aan een roofmoord in 1846.

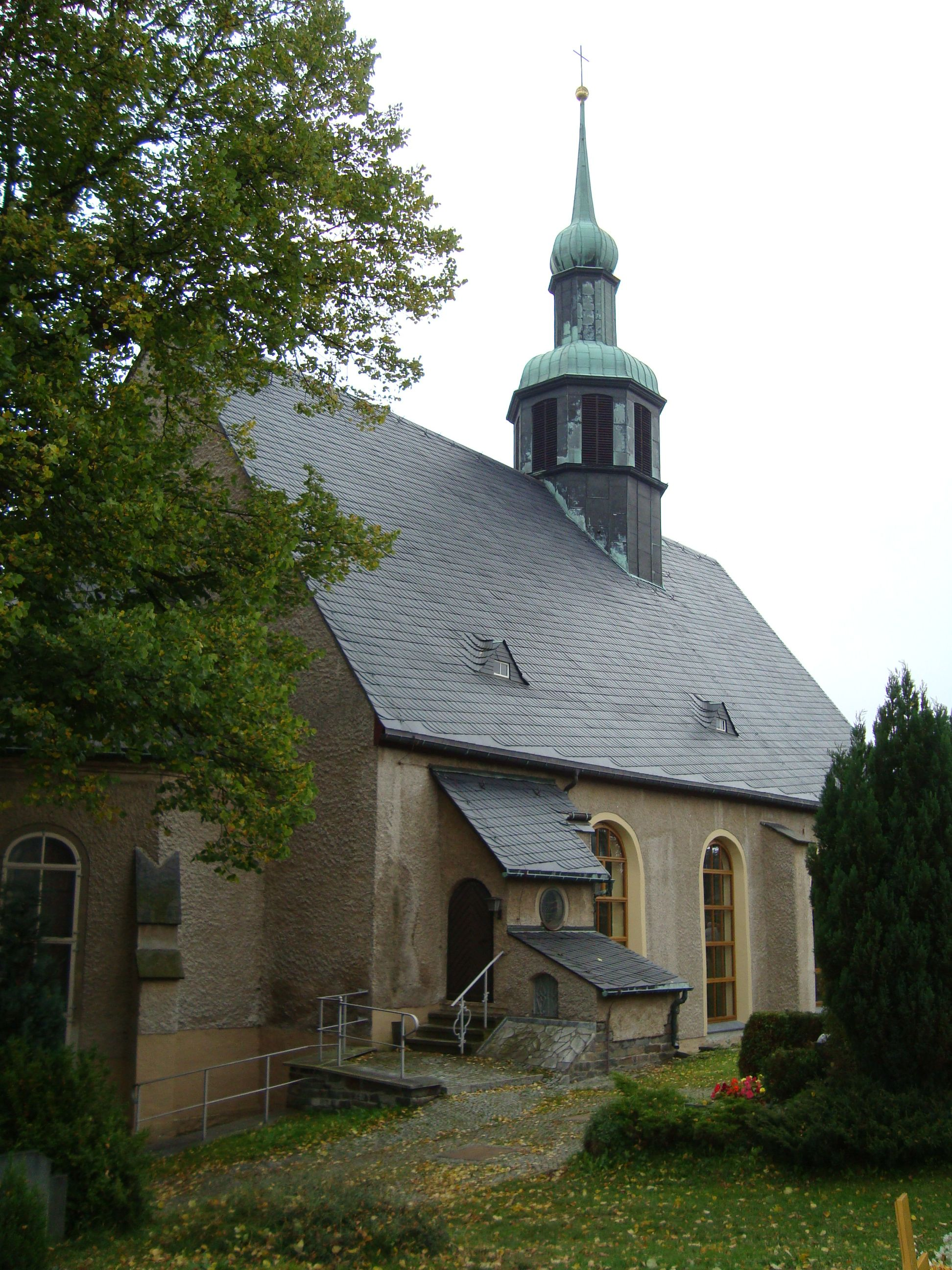
Dreifaltigkeitskirche Crottendorf
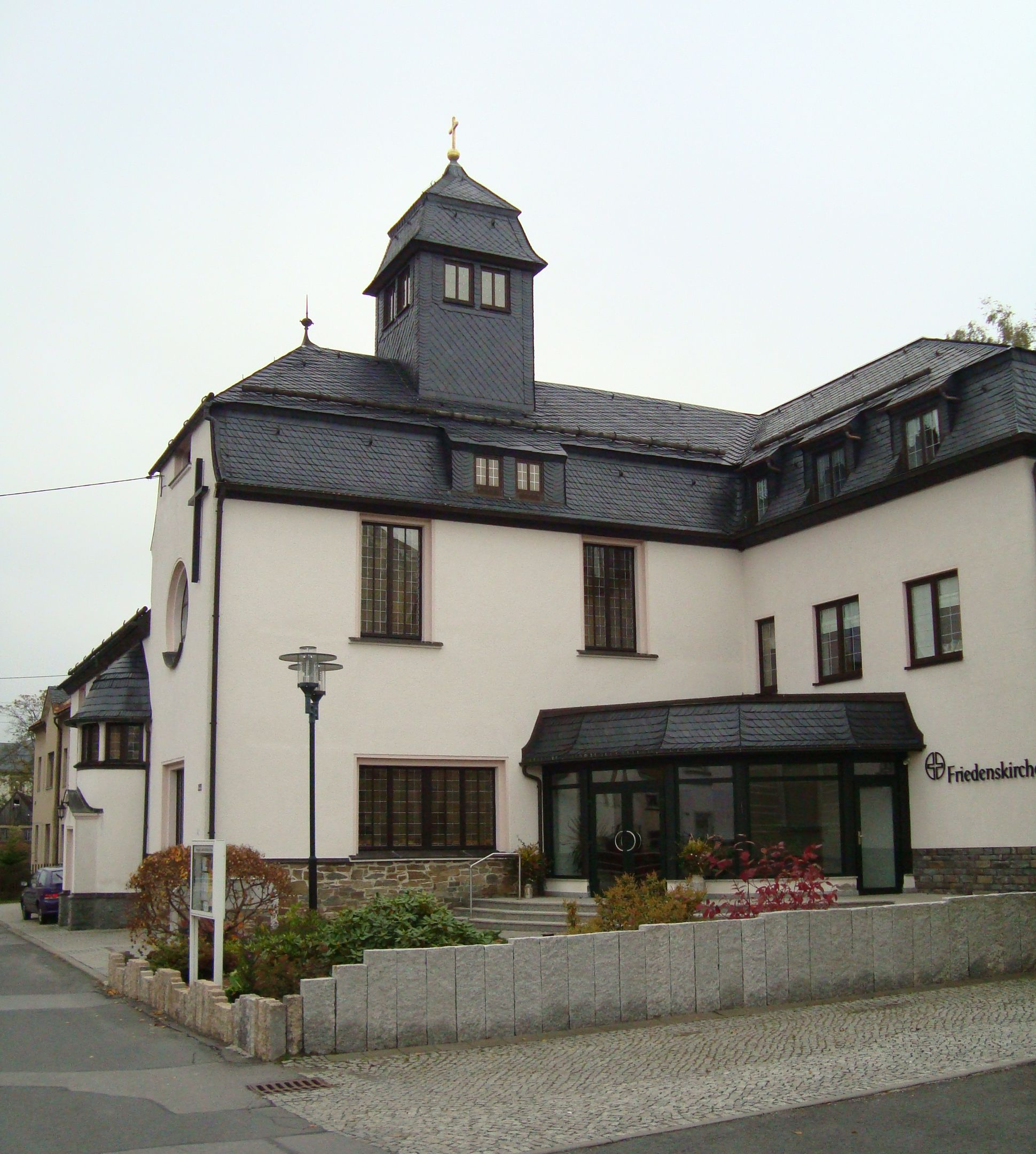
Friedenskirche Crottendorf
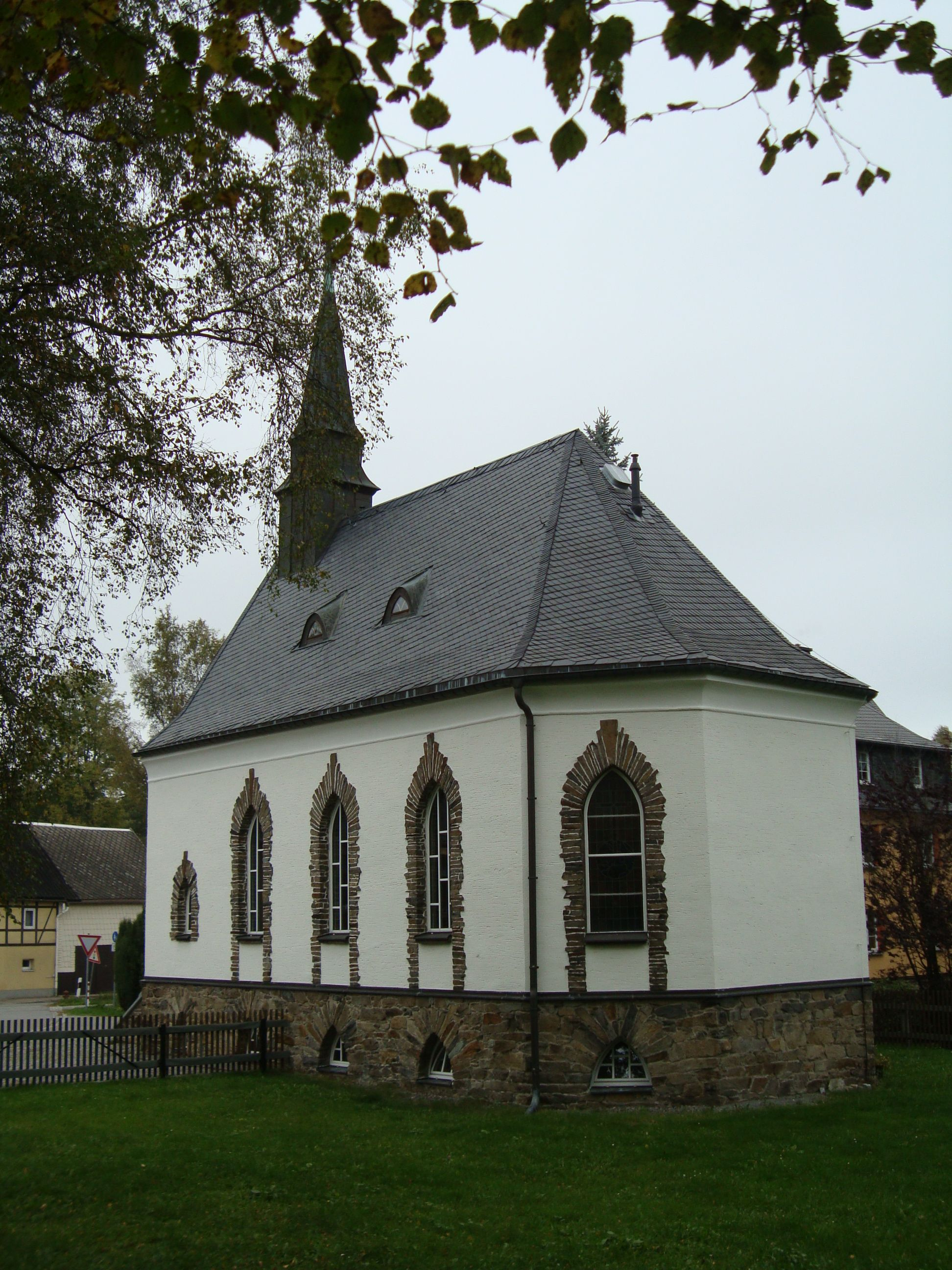
Zionskirche in Walthersdorf
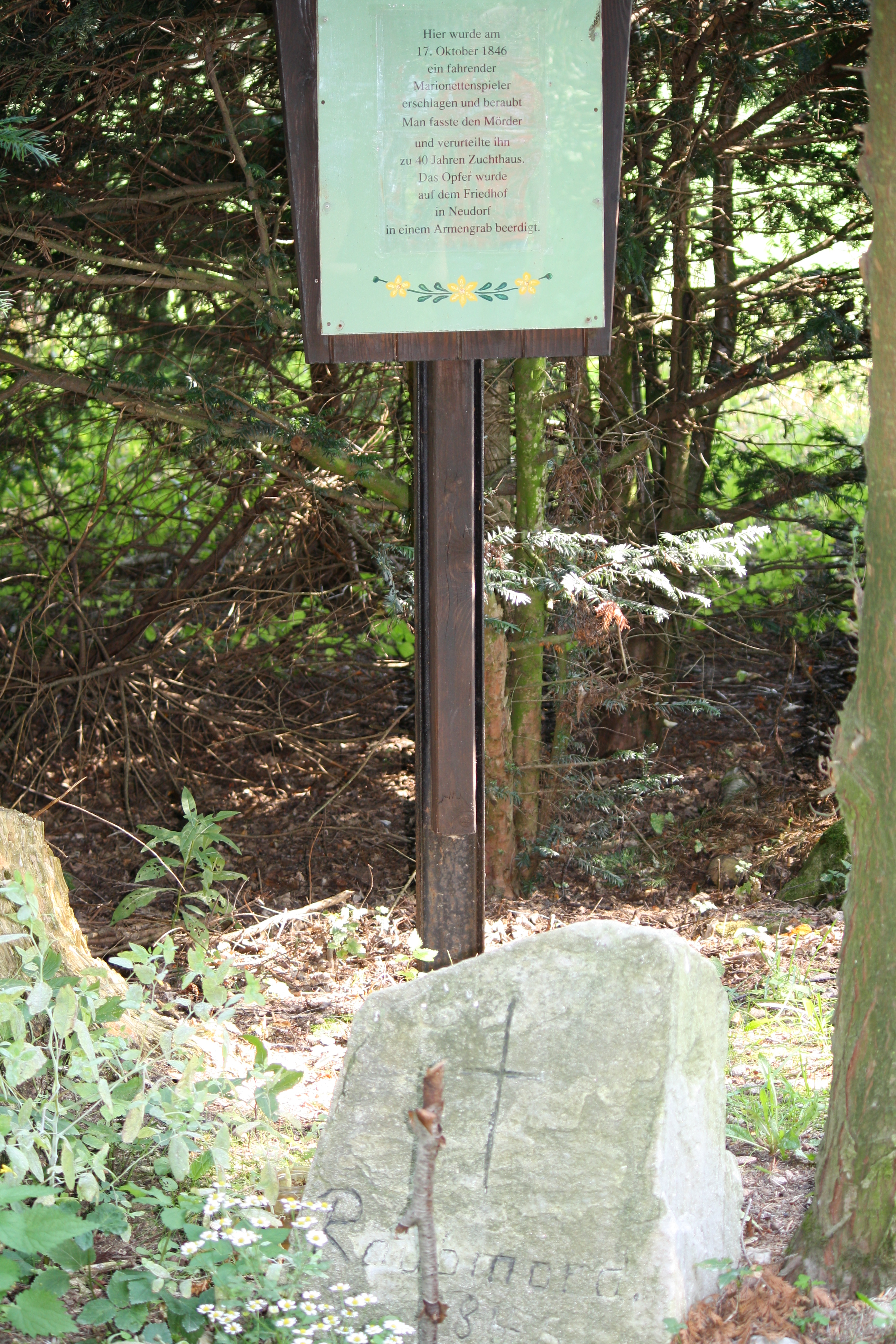
Monument roofmoord (1846)
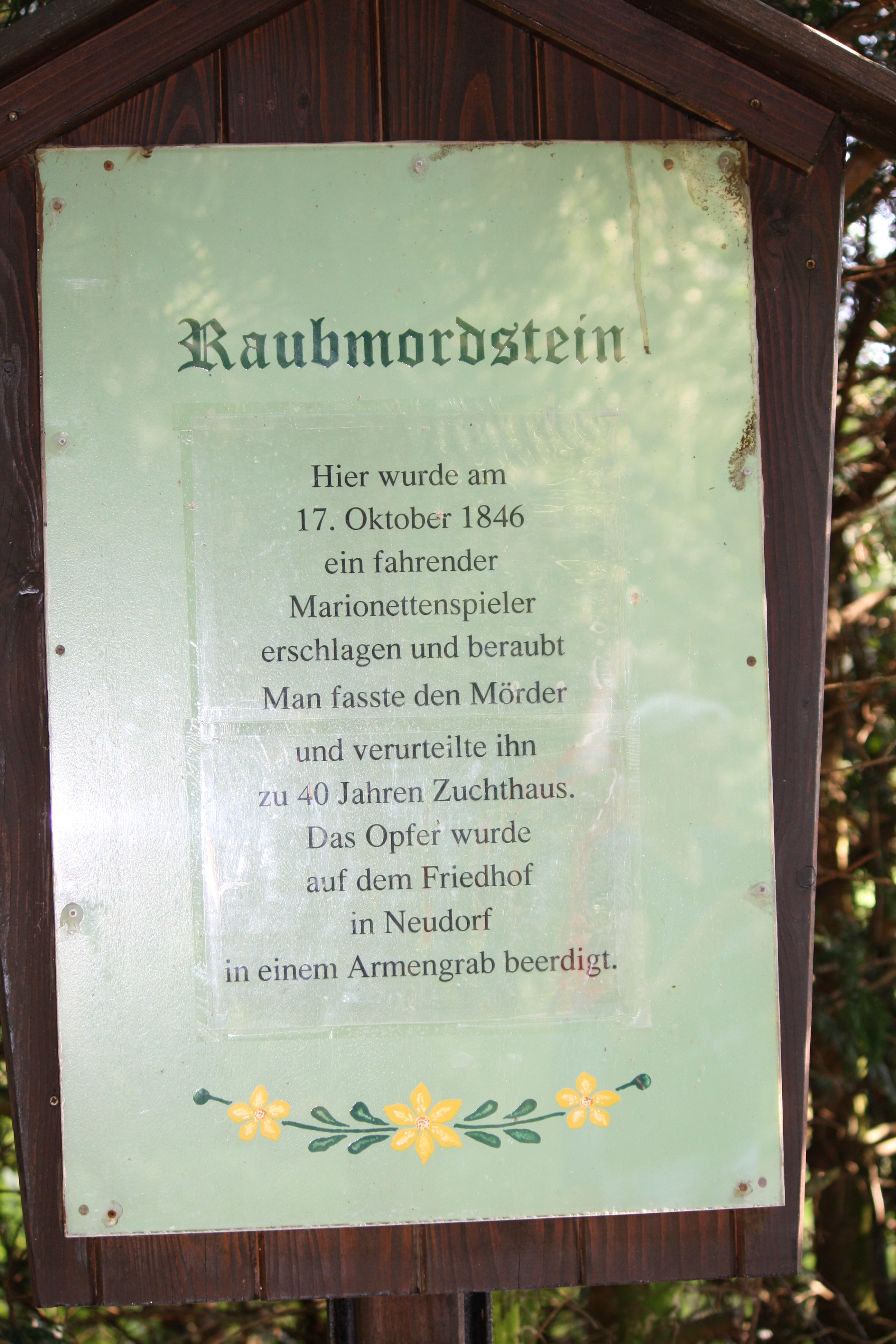
Infopaneel roofmoord
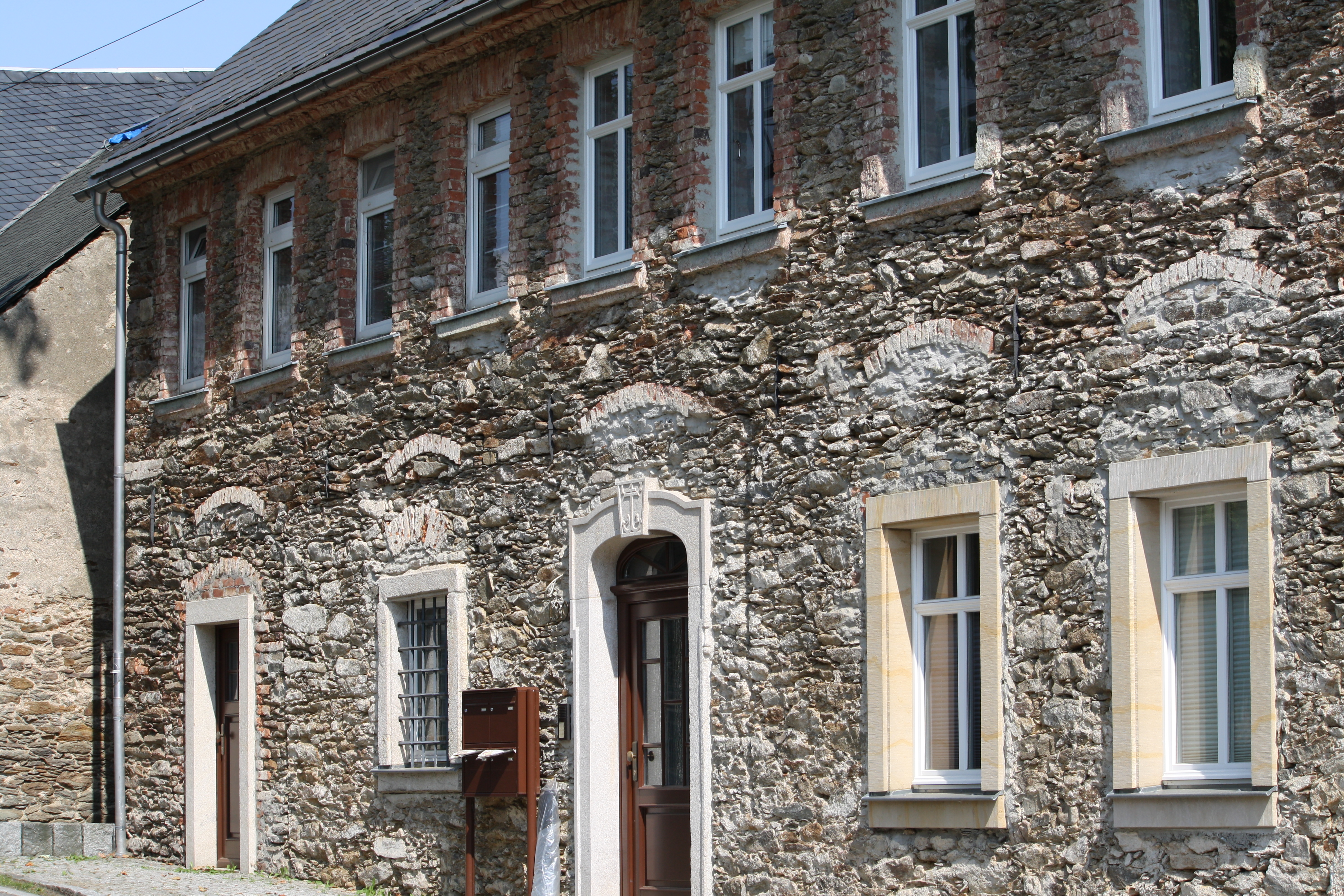
17e-eeuwse woning
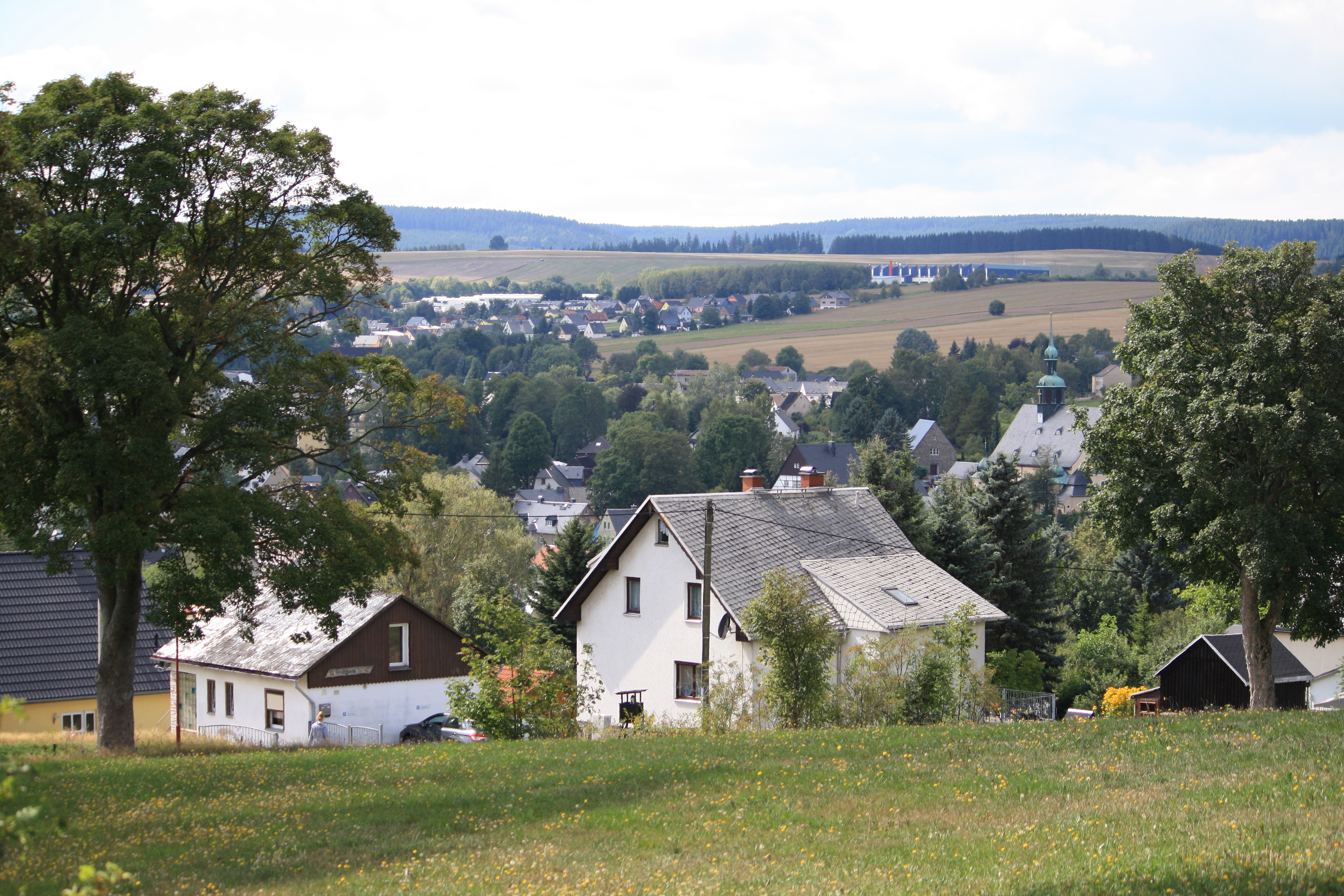
Overzichtsfoto Crottendorf, rechts op de achtergrond de fabriek van Hoppe AG

## Economie
- Crottendorf is bekend geworden door de productie en verkoop van geurkaarsen (Original Crottendorfer Räucherkerzen).
- Sinds 2002 is er een Modellbahnmanufaktur, die vooral model-stoomlocomotieven maakt, voor de sporen H0 en TT (12 mm).[3]
- Grootste werkgever is HOPPE AG met ongeveer 580 werknemers (stand augustus 2018). Hier wordt hang-en-sluitwerk geproduceerd.
- Er zijn in de directe omgeving beperkte mogelijkheden voor recreatie. Wandelen en mountainbiken in de zomer, skiën en langlaufen in de winter (niet sneeuwzeker). Er is een skilift; de pistes van Oberwiesenthal met meer liften en meer kans op sneeuw, liggen op circa 30 autominuten afstand.